# Астор, Джон, 3-й барон Астор Хиверский
Джон Дже́йкоб (Джо́нни) А́стор VIII, 3-й барон Астор из Хивера, PC, DL (род. 16 июня 1946) — английский бизнесмен и политик. Потомственный светский член палаты лордов, член партии консерваторов. С 2010 по 2015 год Астор был парламентским заместителем министра обороны Великобритании. Заместитель лейтенанта графства Кента.

## История семьи
Астор родился 16 июня 1946 года. Он старший из пяти детей Гэвина Астора, 2-го барона Астора из Хивера и леди Ирен Хейг. Получил звание пэра после того, как его отец умер от рака в июне 1984 года. Его младшие братья и сёстры — Бриджит, Элизабет, Сара и Филипп.

## Образование и военная карьера
Астор получил образование в Итонском колледже, прежде чем поступить на службу в лейб-гвардии (старший полк британской армии, входящий в состав дворцовой кавалерии), и прослужил с 1966 по 1970 год,. Во время службы посетил Малайзию, Гонконг и Северную Ирландию, а также выполнял церемониальные обязанности в Лондоне.
Он проработал во Франции одиннадцать лет, и теперь является покровителем консерваторов в Париже.

## Политическая карьера
В 1994 году лорд Астор был британским парламентским наблюдателем в Йоханнесбурге во время всеобщих выборов в Южной Африке. Был членом Исполнительного совета Ассоциации консервативных пэров с 1996 по 1998 год. В 1999 году в Палату лордов.
С 1998 по 2001 год он работал официальным представителем оппозиции по вопросам социального обеспечения и здравоохранения. С 2001 года был официальным представителем оппозиции по иностранным делам и делам Содружества, а также по международному развитию, с 2003 по 2010 год — официальным представителем оппозиции по вопросам обороны, а с 2010 по 2011 год — лордом-в-ожидании. В 2010—2015 годах был парламентским заместителем министра обороны Великобритании. В настоящее время является торговым представителем премьер-министра в Омане и советником министра обороны по военному сотрудничеству с Султанатом Оман.
Бывший почетный заместитель председателя Консервативного совета Ближнего Востока. В 1995 году провёл экспериментальную работу по Закону о дорожном движении (т.н. Новые водители), принятому Палатой лордов, а в 1996 году — по Закону о торговых схемах.

## Брак и дети
Астор 1 июля 1970 года женился на Фионе Диане Леннокс-Харви. У них родилось три дочери:
- Достопочтенная Камилла Фиона Астор (род. 8 мая 1974) вышла замуж за Доминика М. Трастеда, и у них есть одна дочь:
  - Райа Трастед (март 2008 г.)
- Достопочтенная Таня Дженти Астор (род. 18 апреля 1978)
- Достопочтенная Вайолет Магдалина Астор (род. 1980)

Они развелись в 1990 году, и в том же году Астор женился на Элизабет Макинтош, младшей дочери Джона Макинтоша, 2-го виконта Макинтош из Галифакса. У них двое детей:
- Достопочтенный Чарльз Гэвин Джон Астор (род. 10 ноября 1990 года) В июне 2017 года он женился на принцессе Элиане Мари Гислен де Мерод.
- Достопочтенная Оливия Александра Элизабет Астор (род. 21 августа 1992 г.)